# 鉄砲川
鉄砲川（てっぽうがわ）は、かつて岐阜県羽島郡川島村（現・各務原市川島）にあった、木曽川の支流である。現在は正式な河川では無い。洪水の鉄砲水により出来た川ということから、鉄砲川と名づけられたと言われている。

## 概要
- 安政4年（1857年）の洪水で美濃国羽栗郡松倉村（現各務原市川島松倉町）と小網島村（現各務原市川島小網町）、河田島村（現各務原市川島河田町）の間に、幅約100mの川ができ、鉄砲川と名付けられたという。その後1896年（明治29年）の洪水で川幅が広くなるが、大正初期には水量は減り、榎神社付近より上流は渇水時は殆ど水流は無くなっていた。1923年（大正12年）から始まった河川改修工事により、1927年（昭和2年）頃、廃川となり、榎神社付近から上流は埋めたてられた。水深の深かった所は河跡湖（上流より、雁場池、柞下池（ほうすもといけ）、三ツ屋池）として残った。これらの池はつながっており、大雨の際は川のようになり木曽川に合流していた。
- 現在の岐阜県消防学校の南から木曽川（現・南派川）から分流し、川島スポーツ公園付近から北上、エーザイ川島工園の北を流れ、上ノ島神明神社の東付近から木曽川（現·木曽川本流）から分離した支流と合流。現在の川島大橋の下流約500m付近で三斗山島（新たな木曽川本流を築くため全住民が退去）の南の木曽川に合流していた。
- 1971年（昭和46年）にエーザイ川島工園が稼働。工場から出る排水を浄化し、旧鉄砲川の跡に放流する事になった。埋められていた箇所の一部に新たな水路を造り、雁場池へ合流させることにより、鉄砲川の一部が復活する。

## 現在の鉄砲川
- エーザイ川島工園内の日本庭園の池が事実上の源流である。現在の鉄砲川はかつての約半分の長さである。また周辺の下水道（雨水公共下水道）が多く注いでおり、排水路の役割を担う。
- 明治時代以前に築かれたという堤防があったが、廃川後に撤去または道路化（道路は周辺より高く、堤防の痕跡はある）された。2022年現在、河跡湖公園の一部（岐阜県道180号松原芋島線から木曽川堤防の間付近）には、ほぼ当時のままの堤防が残っている。また、洪水を鎮めるための祠（川除大神社、水神社など）が数箇所存在する。
- 廃川時に池として残った雁場池は昭和60年頃、土地所有者により埋め立てられた。残る柞下池と三ツ屋池の周りは自然が残され、川島町により河跡湖として保護され、公園の整備が計画されていた。この計画は川島町が各務原市に編入後に、各務原市の水と緑の回廊計画の一つとして、2009年（平成21年）に河跡湖公園とし実現されている。
- 三ツ屋池は、その風景をいかして、映画『39 刑法第三十九条』（1999年公開、森田芳光監督、主演鈴木京香）のロケに使用された。
- 橋は河跡湖公園内を除くと市道3ヶ所、県道2個所（県道180号松原芋島線・県道114号一宮各務原線）設置されている。このうち市道の橋（雁場橋）と県道180号の橋（鉄砲橋）は、河跡湖公園の周囲の雰囲気に合わせ、欄干の改修、塗装の変更が行われた。
- きったねえザリガニがいる